# Танкодесантные корабли типа «Чхонванбон»
«Чхонванбон» (хангыль: 천왕봉급 전차상륙함, Ханджа: 天王峰級戰車上陸艦) — тип десантных кораблей ВМС Республики Корея.

## История
В конце 1980-х годов ВМС Республики Корея решили заменить устаревшие десантные корабли типа LST-542 («Унбон») времён Второй мировой войны, купленные у США в 1958 году. Был принят трёхэтапный план разработки новых кораблей, удовлетворяющих современным требованиям к десантным и транспортным операциям.
В 1987 году по первому этапу плана, обозначенному как LST-I, компания «Korea Tacoma» (ныне «Hanjin Heavy Industries») начала разработку и проектирование. Через 4 года, в 1991 году, был спущен на воду головной корабль «Go Jun Bong» (LST 681), а к 1998 году были приняты на вооружение четыре корабля этого типа.
Второй этап (LST-II) изначально предполагал импортировать четыре танкодесантных корабля типа «Ньюпорт», но из-за бюджетных проблем было решено построить четыре собственных корабля водоизмещением 4500 тонн с вводом в состав флота в 2013—2016. После строительства головного корабля, фирма «Hyundai Heavy Industries» в декабре 2013 года получила контракт на три дополнительные единицы.

## Вооружение
Два десантных катера LCM, расположенные на баке и спускаемые на воду с помощью подъёмных кранов, могут транспортировать два танка. В доковой камере с кормовым шлюзом располагаются до 8 плавающих бронетранспортёров. На корабле могут быть размещены до 300 морских пехотинцев.

## Служба
12 ноября 2018 года «Чхонванбон» и «Ильчхулбон» вместе с эсминцем «Тэджоён» совершили деловой заход во Владивосток.

## Состав серии
| Название                               | Бортовой номер | Строитель               | Спущен     | В строю    | Списан | Статус         |
| -------------------------------------- | -------------- | ----------------------- | ---------- | ---------- | ------ | -------------- |
| «Чхонванбон» (천왕봉, Cheon Wang Bong) | LST-686        | Hanjin Heavy Industries | 11.09.2013 | 01.12.2014 |        | В строю        |
| «Чхончжабон» (천자봉, Cheon Ja Bong)   | LST-687        | «Хёндэ Хэви Индастриз»  | 15.12.2015 | 01.08.2017 |        | В строю        |
| «Ильчхулбон» (일출봉, Il Chul Bong)    | LST-688        | «Хендэ Хэви Индастриз»  | 25.10.2016 | 02.04.2018 |        | В строю        |
| «Ноджокбон» (노적봉, No Jeok Bong)     | LST-689        | «Хендэ Хэви Индастриз»  | 02.11.2017 | ~11.2018   |        | Спущен на воду |